# Taloyoak
Taloyoak es una aldea canadiense situada en el territorio de Nunavut.

## Superficie
Taloyoak tiene una superficie de 35,38 km².

## Demografía
En 2021, tenía 934 habitantes, una densidad poblacional de 26,4 hab./km², y 251 viviendas.